# Moritz II. von Dietrichstein-Proskau-Leslie
Ne doit pas être confondu avec Moritz von Dietrichstein.
Moritz II. von Dietrichstein-Proskau-Leslie, né le 4 juillet 1801 à Vienne où il est mort le 15 octobre 1852, est un ambassadeur autrichien.

## Biographie
Moritz II von Dietrichstein-Proskau-Leslie est le fils de Moritz von Dietrichstein, fonctionnaire de la cour. Il est attaché à Naples en 1821. En 1825, il devient secrétaire de légation à Paris puis, en 1827, est secrétaire d'ambassade de première classe à Londres. En 1833, il est conseiller de légation et chargé d'affaires à Cassel et à Bruxelles. Il est nommé en 1837 ambassadeur à Karlsruhe et à Darmstadt. En 1839, il devient ambassadeur à Bruxelles et, du 5 août 1843 au 11 août 1848, il est ambassadeur à la cour de St James.